# Taça Roraima 2021
La Taça Roraima de 2021, correspondió a la segunda ronda del Campeonato Roraimense 2021, y contó con la participación de 5 equipos. Se disputó del 15 de mayo al 1 de junio de 2021.
El equipo campeón garantizó un cupo en la final del Campeonato Roraimense 2021.

## Participantes
| Atlético GAS Náutico · Rio Negro · S.Raimundo · Ubicación de los equipos en el estado de Roraima. | Atlético GAS Náutico · Rio Negro · S.Raimundo · Ubicación de los equipos en el estado de Roraima. | Atlético GAS Náutico · Rio Negro · S.Raimundo · Ubicación de los equipos en el estado de Roraima. | Atlético GAS Náutico · Rio Negro · S.Raimundo · Ubicación de los equipos en el estado de Roraima. | Atlético GAS Náutico · Rio Negro · S.Raimundo · Ubicación de los equipos en el estado de Roraima. | Atlético GAS Náutico · Rio Negro · S.Raimundo · Ubicación de los equipos en el estado de Roraima. | Atlético GAS Náutico · Rio Negro · S.Raimundo · Ubicación de los equipos en el estado de Roraima. |
| ------------------------------------------------------------------------------------------------- | ------------------------------------------------------------------------------------------------- | ------------------------------------------------------------------------------------------------- | ------------------------------------------------------------------------------------------------- | ------------------------------------------------------------------------------------------------- | ------------------------------------------------------------------------------------------------- | ------------------------------------------------------------------------------------------------- |

## Sistema de disputa
Los cinco equipos jugaron todos contra todos, en una sola vuelta, con los dos mejores equipos ubicados se enfrentando en la final.

## Primera  fase
| Pos. | Equipo           | Pts. | PJ | G | E | P | GF | GC | Dif. | Clasificación 2021                |
| ---- | ---------------- | ---- | -- | - | - | - | -- | -- | ---- | --------------------------------- |
| 1    | GAS              | 9    | 4  | 3 | 0 | 1 | 6  | 2  | +4   | Clasificados a la final del turno |
| 2    | São Raimundo     | 9    | 4  | 3 | 0 | 1 | 9  | 4  | +5   | Clasificados a la final del turno |
| 3    | Atlético Roraima | 9    | 4  | 3 | 0 | 1 | 10 | 6  | +4   |                                   |
| 4    | Náutico          | 3    | 4  | 1 | 0 | 3 | 7  | 8  | −1   |                                   |
| 5    | Rio Negro        | 0    | 4  | 0 | 0 | 4 | 3  | 15 | −12  |                                   |

Actualizado a los partidos jugados el 25 de mayo de 2021.
 Fuente: Globo Esporte

## Partidos
- La hora de cada encuentro corresponde al huso horario correspondiente al Estado de Roraima (UTC-4).

| Fecha      | Hora  | Partido          | Partido | Partido          |
| ---------- | ----- | ---------------- | ------- | ---------------- |
| 15 de mayo | 16:00 | Náutico          | 0-2     | GAS              |
| 15 de mayo | 18:00 | Rio Negro        | 1-3     | São Raimundo     |
| 18 de mayo | 17:00 | Atlético Roraima | 2-1     | Náutico          |
| 18 de mayo | 19:00 | GAS              | 2-0     | Rio Negro        |
| 20 de mayo | 17:00 | GAS              | 1-0     | São Raimundo     |
| 20 de mayo | 19:00 | Rio Negro        | 1-6     | Atlético Roraima |
| 22 de mayo | 15:00 | São Raimundo     | 3-2     | Náutico          |
| 22 de mayo | 17:00 | Atlético Roraima | 2-1     | GAS              |
| 25 de mayo | 16:00 | Náutico          | 4-1     | Rio Negro        |
| 25 de mayo | 18:00 | São Raimundo     | 3-0     | Atlético Roraima |

## Final
- La hora del encuentro corresponde al huso horario correspondiente al Estado de Roraima (UTC-4).

| Fecha      | Hora  | Partido | Partido | Partido      |
| ---------- | ----- | ------- | ------- | ------------ |
| 1 de junio | 19:15 | GAS     | 0-1     | São Raimundo |

## Campeón
| Taça Roraima 2021                |
| -------------------------------- |
| São Raimundo Campeón (?º título) |

## Goleadores
- Actualizado el 1 de junio de 2021.

| Jugador         | Club             | Goles |
| --------------- | ---------------- | ----- |
| Edinho Canutama | GAS              | 3     |
| Max             | Náutico          | 3     |
| Carlinhos       | Atlético Roraima | 3     |
| Eric            | São Raimundo     | 2     |
| Elicley         | São Raimundo     | 2     |
| Fred            | GAS              | 2     |
| Michael         | Náutico          | 2     |
| Marcelo         | Atlético Roraima | 2     |